# ميرزا رضا كرمان
ميرزا رضا كرماني (ولد في كرمان عام 1854 - أعدم في 10 أغسطس 1896 في طهران) هو قاتل شاه فارس ناصر الدين شاه والذي تلاه فترة من غير الاستقرار في فارس.

## خلفية
وصل ميرزا رضا كرماني للشكوى من حاكم كرمان، لكن تم سجنه من قبل نائب السلطنة كامران ميرزا مع الحاج سياح محلاتي وآخرون. وبعد أن تم الإفراج عنه التقى بجمال الدين الأفغاني وتأثر كثيرا به. ثم ذهب ميرزا رضا كرماني إلى مدينة بارفروش واشترى فيها مسدس لإغتيال كامران ميرزا لكنه غير رأيه فيما بعد عن الشخص الذي يجب اغتياله والذي برأي ميرزا هو من سبب الاضطهاد في فارس.
كان ميرزا رضا وآخرون يطالبون بالعدل في فارس إبان حكم السلالة القاجارية، ومن بعد أن تم نفي جمال الدين الأفغاني من فارس، بدأ كرماني بالانتقاد العلني لحكومة القاجاريين، وتم بعدها سجنه، وزوجته طلبت الطلاق وأصبح ابنه خادماً، في عام 1895 التقى ميرزا كرماني مع جمال الدين الأفغاني للتخطيط في اغتيال ناصر الدين الشاه

## اغتيال ناصر الدين شاه
في مايو 1896 قام كرماني باغتيال ناصر الدين شاه في ضريح شاه عبد العظيم، يقال بأن ميرزا كرماني قال “لقد كانت لدي فرصة لقتله (الشاه) من قبل، لكنني لم أفعل لأن اليهود كان يحتفلون بعيدهم، ولم أرد أن تلصق تهمة الاغتيال بهم”. يقال بأن المسدس الذي استخدم في عملية الاغتيال كان صدئاً وقديماً، وإن كانت عملية الاغتيال من بعيد أو أن الشاه كان يرتدي لباساً أثقل لكان قد نجى بحياته. يقال أن بعدها بوقت قصير قال ناصر الدين شاه “ سأحكمكم بطريقة مختلفة إن نجوت”.

## القبض عليه
بعد عملية الاغتيال، هرب ميرزا رضا كرماني إلى حدود الدولة العثمانية لكن جند مظفر الدين شاه استطاعوا القبض عليه. وبعد شهر من الاستجواب تم الحكم على ميرزا رضا بالإعدام علناً، انتشرت إشاعة بأن ميرزا رضا كان بهائياً لكن السجلات تدل على أنه كان شيعياً.